# Chiesa di Sant'Antonio Abate (Dicomano)
La chiesa di Sant'Antonio Abate è una delle chiese di Dicomano.

## Storia e descrizione
La chiesa fu eretta nei pressi dell'antico ospedale di Sant'Antonio a Onda, sorto sull'importante via di comunicazione per la Romagna come ricovero di pellegrini e viaggiatori. Fu completamente ricostruita nelle forme attuali fra il 1932 e il 1938, dopo le distruzioni del terremoto del 1919.
All'interno, ad un'unica aula con arco trionfale ed abside con tre vetrate, si conservano quattro altari in pietra serena, databili al XVII secolo, provenienti dalla chiesa vecchia di San Francesco a Borgo San Lorenzo, una tavola trecentesca con Madonna in trono e due sante attribuita a Giovanni del Biondo e un bassorilievo in terracotta invetriata attribuito a Benedetto Buglioni, datato 1504 e in origine nella chiesa di Sant'Andrea a Tizzano.